# Cueva de los Caballos

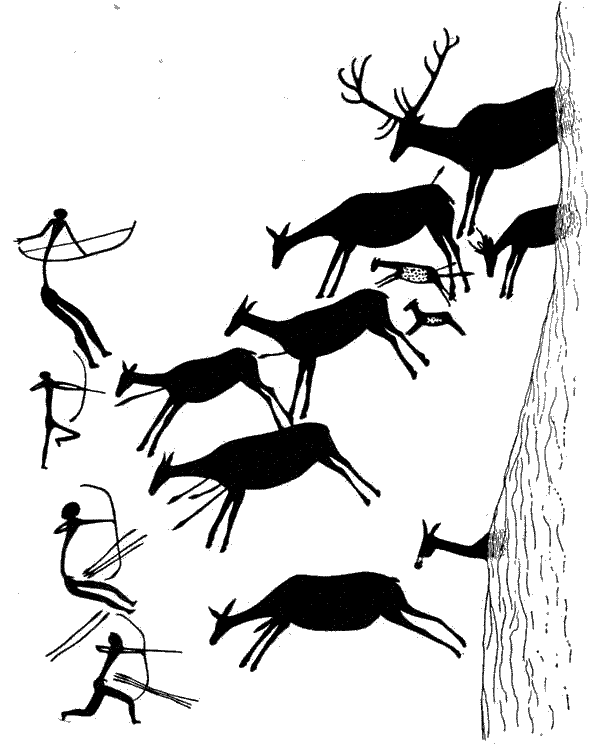
Dibujo esquemático de la Cacería de ciervos de la cueva de los Caballos (Tírig, Castellón), delineado por Hugo Obermaier.

La cueva de los Caballos (en valenciano Cova dels Cavalls) es una cueva prehistórica ubicada en el Barranco de la Valltorta, en el municipio de Tírig (Castellón, España). La descubrió en 1917 Albert Roda y ese año acudieron a estudiarla Hugo Obermaier y Paul Wernert. Fue declarada Monumento histórico-artístico en 1924. y Patrimonio de la Humanidad en 1998.

## Descripción
Se trata de una gran cueva de abrigo ubicada en la Roca de les Estàbigues, en el margen izquierdo del barranco de la Valltorta, dentro del término de Tírig y a unos 500 m s. n. m. La principal escena pintada en la roca, una de las más divulgadas del Arte plástica del arco mediterráneo de la pblhvt7icfcvd8venínsula ibérica, se conoce como Cacería de cervatillos: una manada de nueve ciervos, casi todos hembras y crías, al intentar escapar de unos batidores se acercan a cuatro arqueros que les disparan y hieren a algunos de los animales. Muchas de las pinturas se destruyeron en la década de 1920, habiéndose salvado solo un arquero, depositado en la Casa Museo Duran i Sanpere de Cervera (Lérida).
En 1994 un equipo formado por Mauro Hernández, José Antonio F
rancisco López y Rafael Martínez realizó una campaña de restauración y documentación. En 1998, una nueva campaña de restauración permitió mejorar el estado de conservación de la cueva, que se había deteriorado peligrosamente.